# Фінал Кубка володарів кубків 1974
Фінал Кубка володарів кубків 1974 — футбольний матч для визначення володаря Кубка володарів кубків УЄФА сезону 1973/74, 14-й фінал змагання між володарями національних кубків країн Європи. 
Матч відбувся 8 травня 1974 року у Роттердамі за участю володаря Кубка НДР 1972/73 «Магдебурга» та володаря Кубка Італії 1972/73 «Мілана». Гра завершилася перемогою німців з рахунком 2-0, які здобули свій перший титул володарів Кубка володарів кубків.

## Шлях до фіналу
| Магдебург          | Магдебург | Магдебург   | Магдебург      | 1973/74      | Мілан                    | Мілан     | Мілан       | Мілан          |
| ------------------ | --------- | ----------- | -------------- | ------------ | ------------------------ | --------- | ----------- | -------------- |
| Суперник           | Результат | Перший матч | Повторний матч | Раунд        | Суперник                 | Результат | Перший матч | Повторний матч |
| НАК Бреда          | 2–0       | 0–0 (Г)     | 2–0 (Д)        | Перший раунд | Динамо (Загреб)          | 4–1       | 3–1 (Д)     | 1–0 (Г)        |
| Банік (Острава)    | 3–2       | 0–2 (Г)     | 3–0 дч (Д)     | Другий раунд | Рапід (Відень)           | 2–0       | 0–0 (Д)     | 2–0 (Г)        |
| Бероє              | 3–1       | 2–0 (Д)     | 1–1 (Г)        | 1/4 фіналу   | ПАОК                     | 5–2       | 3–0 (Д)     | 2–2 (Г)        |
| Спортінг (Лісабон) | 3–2       | 1–1 (Г)     | 2–1 (Д)        | 1/2 фіналу   | Боруссія (Менхенгладбах) | 2–1       | 2–0 (Д)     | 0–1 (Г)        |

## Деталі
| 8 травня 1974 |

| Магдебург                 | 2:0      | Мілан |
| ------------------------- | -------- | ----- |
| Ланці 43' (аг) Зегуїн 74' | Протокол |       |

| «Феєнорд», Роттердам Глядачів: 4 641 Арбітр: Арі ван Гемерт |

| Магдебург | Мілан |

| В                | 1  | Ульріх Шульце      |
| З                | 2  | Детлеф Енге        |
| З                | 3  | Манфред Цапф (к)   |
| З                | 5  | Вольфганг Абрахам  |
| З                | 4  | Гельмут Гаубе      |
| ПЗ               | 8  | Аксель Тілль       |
| ПЗ               | 7  | Вольфганг Зегуїн   |
| ПЗ               | 6  | Юрген Поммеренке   |
| Н                | 9  | Детлеф Раугуст     |
| Н                | 10 | Юрген Шпарвассер   |
| Н                | 11 | Мартін Гоффманн    |
| Запасні:         |    |                    |
| В                |    | Ганс-Вернер Гайне  |
| З                |    | Йорг Ом            |
| ПЗ               |    | Сієгмунд Мевес     |
| Н                |    | Ганс-Юрген Германн |
| Головний тренер: |    |                    |
| Гайнц Крюгель    |    |                    |

| В                   | 1  | П'єр Луїджі Піццабалла |  |     |
| З                   | 2  | Анджело Анкіллетті     |  |     |
| З                   | 3  | Джузеппе Сабадіні      |  |     |
| З                   | 4  | Енріко Ланці           |  |     |
| З                   | 5  | Карл-Гайнц Шнеллінгер  |  |     |
| ПЗ                  | 8  | Ромео Бенетті          |  |     |
| ПЗ                  | 10 | Джанні Рівера (к)      |  |     |
| ПЗ                  | 6  | Альдо Мальдера         |  |     |
| ПЗ                  | 7  | Карло Трезолді         |  |     |
| Н                   | 11 | Франко Бергамаскі      |  | 60' |
| Н                   | 9  | Альберто Біджон        |  |     |
| Запасні:            |    |                        |  |     |
| В                   |    | Вілліам Веккі          |  |     |
| З                   |    | Даріо Дольчі           |  |     |
| ПЗ                  |    | Оттавіо Б'янкі         |  |     |
| ПЗ                  |    | Джорджо Б'язіоло       |  |     |
| Н                   |    | Алессандро Туріні      |  | 60' |
| Головний тренер:    |    |                        |  |     |
| Джованні Трапаттоні |    |                        |  |     |